# Шомпены

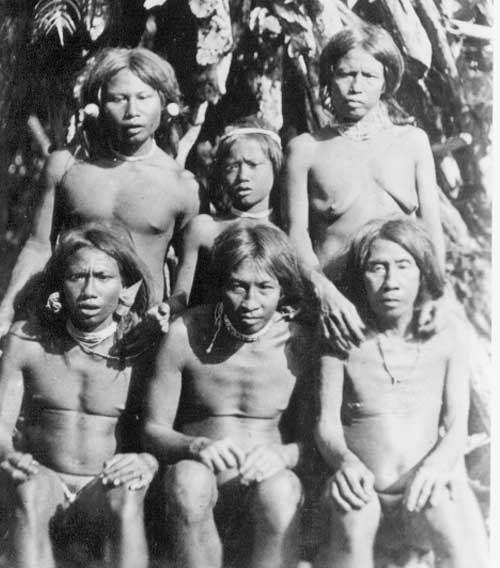
Смешанная группа шомпенов. 1886 год.

Шомпены или Шом Пен (англ. Shompen or Shom Pen) — коренной народ острова Большой Никобар, который является частью штата Андаманские и Никобарские острова (Индия).

## Происхождение названия
Название Шомпен вероятно произошло от неправильного английского произношения никобарского слова «Shamhap», которое означает название племени. Шомпены, живущие в западной части острова называют себя Калай, а в восточной части — Кейет. Обе группы обращаются друг к другу Буавела.
Предположительно в 1886 году шомпены называли себя Шаб Дава, но это не было подтверждено современными исследователями.

## История открытия

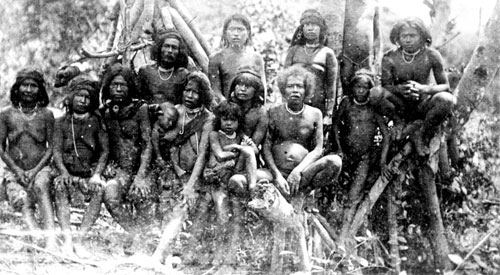
Шомпены в 1886 году.

До открытия шомпенов в 1840-х годах нет достоверной информации об этом народе. Датский адмирал Стин Билле был первым, кто вступил в контакт с шомпенами в 1846 году. Британский офицер Фредерик Адольф де Ропстофф, который изучал языки Андаманских и Никобарских островов, в 1876 году собрал этнографические и лингвистические данные Большого Никобара и опубликовал их. С тех пор больше информации об этом народе не появлялось. После получения Индией независимости доступ к Андаманским и Никобарским островам был ограничен.
Интересно, что шомпены считают основной народ Большого Никобара — никобарцев — «пришельцами». Это позволяет утверждать, что шомпены являются аборигенами острова. На никобарцев они антропологически не похожи, — у них ярче выражены австралоидные черты, меньше — монголоидные.

## Общество
Население шомпенов в 2001 году насчитывалось порядка 300 человек. Деревни шомпенов А и Б (Shompen Village-A и Shompen Village-B) являются постоянным местом жительства для большинства шомпенов. До цунами 2004 года в этих деревнях проживали 103 и 106 человек соответственно. Однако, после переписи населения в 2011 году, осталось 10 человек в деревне А и 44 человека в деревне Б.
Шомпены живут в маленьких хижинах без стен, из одежды мужчины носят только набедренную повязку, а женщины — юбку. Из украшений женщины носят ожерелья из бамбука, бусы, беруши. Ходят босиком. Прежде они вообще не носили одежды. В пищу употребляют бананы, кокосы, панданусы, другие растения, мясо кабанов. Ведут охотничье-собирательный тип хозяйства. Основное оружие — лук и стрелы. Колчаны не используют, стрелы носят в руках. Также используют различные копья, копьеметалки, топоры.
Шомпены живут в хижинах на 4 человек в деревнях из 4-5 семей. В домашнем хозяйстве выращивают свиней и домашнюю птицу.
В конце 1980-х года шомпены жили группами от 2 до 22 человек, разбросанными по всей территории острова.

## Язык
В 2007 году на основании весьма скудных и противоречивых полевых данных, известных к тому времени, Бленч высказал предположение о том, что язык шомпенов является изолятом, и, более того, о возможном наличии, как минимум, двух разных шомпенских языков. После публикации в 2008 году ван Дримом новых данных, Бленч пересмотрел свою позицию, и в статье 2011 года не исключает родства языка шомпенов если и не с соседним никобарским, то с другими австроазиатскими, в частности, мон-кхмерскими языками.

## Генетика
После исследования митохондриальной ДНК группы шомпенов учёные пришли к выводу, что по материнской линии шомпены произошли от индонезийцев. Вариации в сегментах ДНК на Y-хромосоме определило сходство с австроазиатскими народами, в том числе с никобарцами и вьетнамцами, но никак не с народами материковой Индии[прояснить].
Другие исследователи предполагают, что шомпены являются «потомками мезолитических охотников-собирателей», но данная версия ничем не подтверждена.